# NGC 2320
NGC 2320 este o galaxie eliptică situată în constelația Linxul. A fost descoperită în 28 decembrie 1790 de către William Herschel. Se află la o distanță de 70,79 de megaparseci de Pământ.